# Pelhřimov – město rekordů
Festival Pelhřimov – město rekordů je akce pořádaná každoročně v Pelhřimově v okrese Pelhřimov, Agenturou Dobrý den (která též vydává Českou knihu rekordů a její anglickou verzi Czech Book of Records a spravuje expozice Muzeum rekordů a kuriozit a Zlaté české ručičky), zaměřená na výjimečné výkony, úspěchy, předměty a různé kuriozity.

## Historie

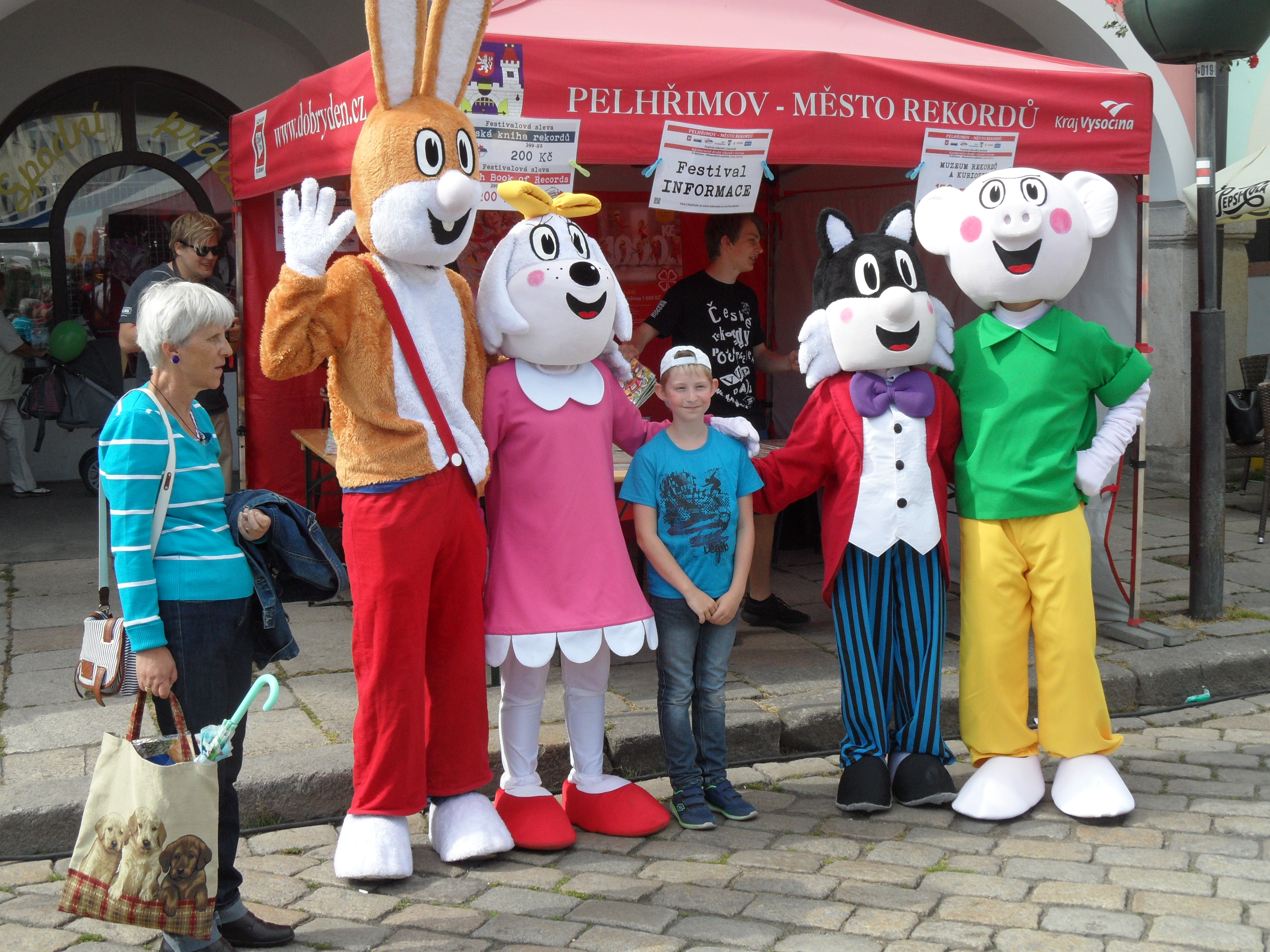
Čtyřlístek je nejdéle nepřetržitě vycházející český komiks

První ročník festivalu proběhl v roce 1991. Od té doby se koná každoročně vždy druhý víkend v červnu (pátek a sobota). Postupně se program rozšiřoval do nejrůznějších oborů lidské činnosti, ve kterých vystupují špičky dané disciplíny, festival se rozrostl do mezinárodních rozměrů a navštěvuje ho mnoho turistů, takže jde největší akci svého druhu v Evropě.
Hlavní program se koná na pelhřimovském Masarykově náměstí, kde se každoročně prezentují desítky rekordmanů z rozličných oborů lidské činnosti a je při něm zaevidováno mnoho rekordních výkonů  českých i světových, které se později objeví v České knize rekordů. Na hlavním náměstí (a případně též v přilehlých ulicích) jsou též stánky s dalšími exponáty, zajímavostmi a kuriozitami. Vybrané exponáty potom rozšiřují sbírky muzea, v zahradě expozice Zlaté české ručičky probíhá doprovodný program. Do Rekordmanské síně slávy jsou každoročně uvedeni významní sportovci, umělci a jiné osobnosti nebo různé mimořádné projekty. Součástí festivalu jsou také koncerty, taneční vstupy, zábava, dobré jídlo a pití. Projekt „Pelhřimov – město rekordů“ byl na největším středoevropském veletrhu cestovního ruchu oceněn cenou GRAND PRIX Region Tour.

### 25. ročník

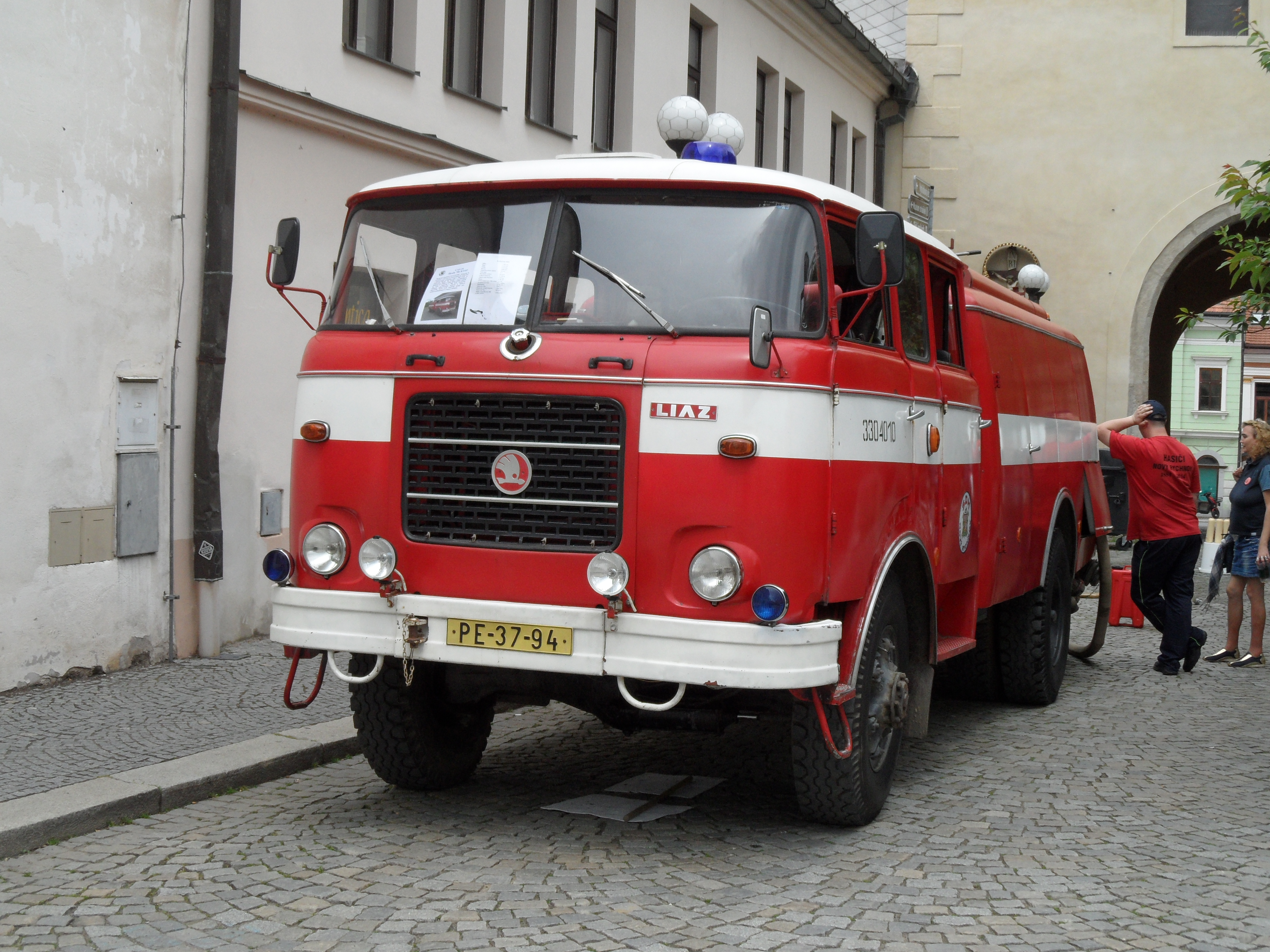
Originální hasičský vůz ze seriálu Návštěvníci

První rekord, který byl k vidění, bylo osobní auto vyzdvižené jeřábem do výšky, které díky tření mezi velkým počtem stránek viselo pouze na dvou výtiscích České knihy rekordů po dobu 15 minut. Tento pokus připravil tým Laborky.cz. Na pódiu se objevil také Kevin G. Pavek z Minnesoty, který vyhodil baseballový míček do výšky 28 metrů a 27 centimetrů.
Večer mimo jiné vystoupil Železný Zekon, držitel několika rekordů zapsaných v Guinnessově knize rekordů a řady dalších českých rekordů. Sobotní program zahájilo krájení „rekordního štrúdlu“ ve tvaru půlmetrákového čísla XXV, které vyjadřovalo pětadvacet let trvání festivalů „Pelhřimov – město rekordů“ (na štrúdl mimo jiné bylo potřeba celkem 420 jablek, jednotlivé římské číslice měly na téměř čtyřmetrovém tácu výšku 190 centimetrů). Rekordní cukrářský výrobek byl prezentován již při 20. výročí festivalu: tehdy šlo o dort s největším počtem pater.
Současně s rekordním štrúdlem byla na náměstí vystavena také největší sekera v České republice z Muzea řemesel Konice (ta váží 610 kilogramů, měří šest metrů a výška kovové části sekery je 2,01 metru) a největší rámová pila (4,74 metru) nebo největší jízdní kolo dlouhé 4,5 metru a vysoké je dva metry. V sobotním programu na podiu mimo jiné vystoupily večerníčkové postavy, bylo vyřezáno 20 sov a 20 čápů na čas řetězovou pilou nebo bylo předvedeno rozbíjení kamenů holou rukou, vytrvalostní lukostřelba ad. Během jubilejního 25. ročníku festivalu bylo překonáno celkem 61 rekordů.
V návaznosti na 25. výročí festivalu bylo v roce 2015 připraveno též jubilejní páté vydání České knihy rekordů. Ta jako obvykle obsahuje české vynálezy a světová prvenství Čechů, výkony sportovců, kaskadérů, siláků, akrobatů, řemeslníků nebo lidových tvůrců. A protože jde o výroční vydání, v knize jsou nejen všechny aktuální české rekordy za poslední tři roky, ale také stovky těch opravdu „nej“ z celé historie. Shrnuje také přírodní a zeměpisné pozoruhodnosti všech krajů České republiky. Kmotrem knihy se stal Jaromír Vytopil, který sám převzal certifikát „Nejstarší a nejdéle působící český knihkupec“ (63 let knihkupcem, od 15 let).

### 26. ročník v roce 2016
Dvacátý šestý ročník festivalu v roce 2016 zahájil jiný silák, Jiří Žaloudek z Čáslavi, který odtáhl hasičský vůz (cisternovou automobilovou stříkačku CAS 25 Škoda 706 RTHP (zkráceně CAS 25 RTHP) z roku 1981 o hmotnosti 9200 kg) od Rynárecké brány na vzdálenost 66,7 metru, což je nový český rekord. Unikátním exponátem je i sama hasičská stříkačka. Jde totiž o exemplář, který „hrál jednu z důležitých rolí“ v sci-fi seriálu Návštěvníci Československé televize z roku 1983 a jehož velká část se natáčela právě v Pelhřimově.
Na úvod festivalu (kromě výkonu Jiřího Žaloudka) byla proto zopakována i scéna z televizního seriálu, kdy návštěvníci z budoucnosti (maskování jako skupina geometrů, vyměřujících dálnici) přijíždí v protisměru k Rynárecké bráně a zablokují tak cestu hasičského vozu, který jede hasit požár v domě budoucího génia Adama Bernaua. Dále se uskutečnil rozhovor s hasičem, který byl u natáčení seriálu a rozhovor s rekordmanem Jiřím Žaloudkem. Hasičský vůz byl poté v pátek i v sobotu vystavován (spolu s další technikou) v Palackého ulici (kterou vede cesta z Masarykova náměstí k Muzeu rekordů a kuriozit). Ke konci sobotního odpoledního programu hasičský vůz přijel na chvíli na Masarykovo náměstí a rozloučil se s diváky, sledujícími program na hlavním pódiu.

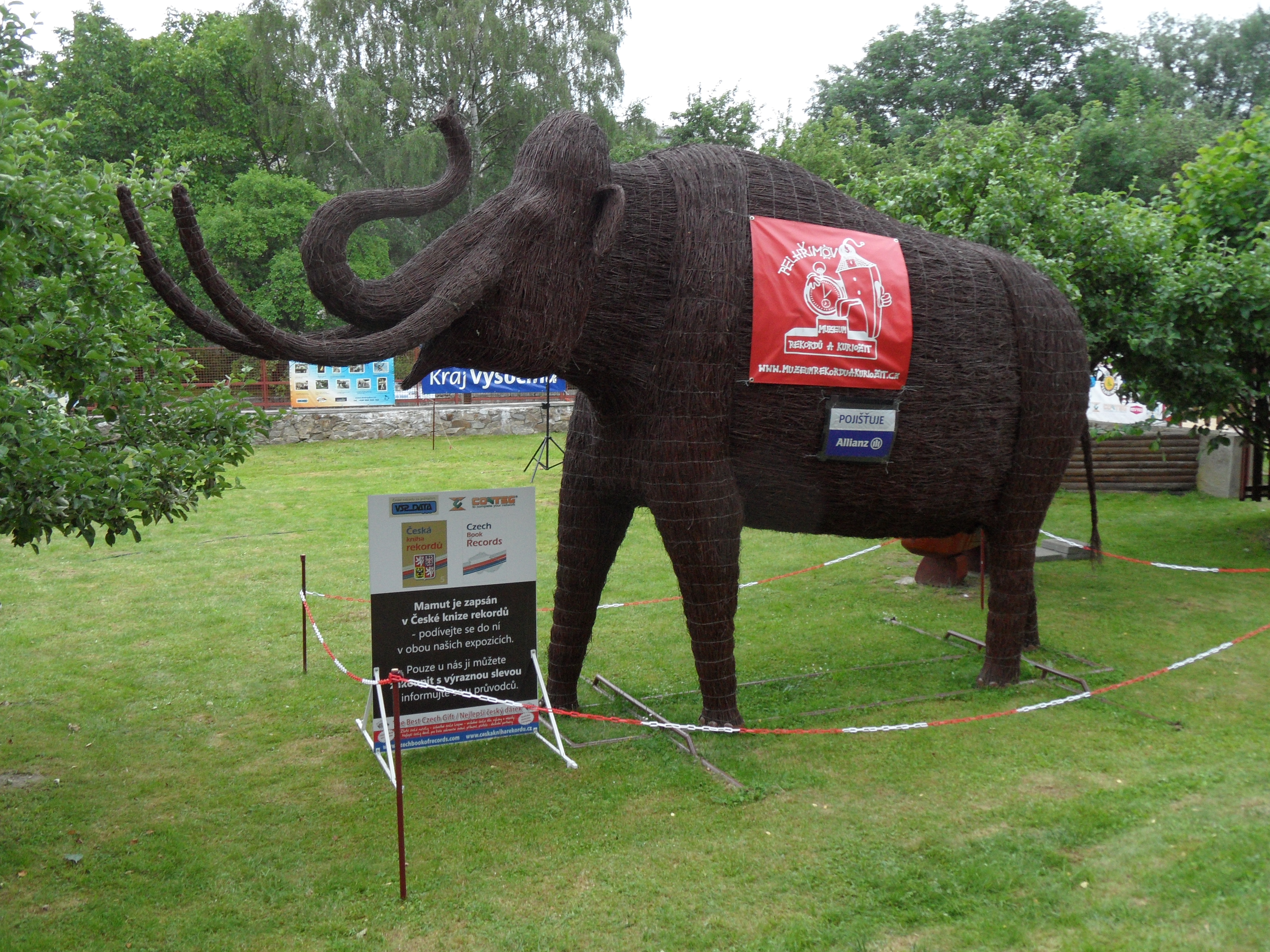
Mamut z proutí v životní velikosti

O další rozšíření souboru obřích exponátů v zahradě Domu dobrého dne (expozice Zlaté české ručičky) se v roce 2016 zasloužil důchodce Jaroslav Šefl z Lhůty u Plzně. Ten vyrobil téměř čtyři metry vysoký (přesně 373 centimetrů), 670 centimetrů dlouhý a 140 centimetrů široký model mamuta z březového proutí (na ocelové kostře), který váží více než 500 kg. Autor na něm pracoval 7 měsíců. Převoz modelu do Pelhřimova na trase skoro 200 km trval přibližně 7 hodin. Do zahrady byl umístěn několik dní před zahájením 26. ročníku festivalu, na kterém za něj Jaroslav Šefl obdržel titul Kuriozita roku.
Na sobotním závěrečném koncertu vystoupil Václav Neckář. Během 26. ročníku festivalu bylo vytvořeno celkem 57 nových rekordů.

### 27. ročník v roce 2017

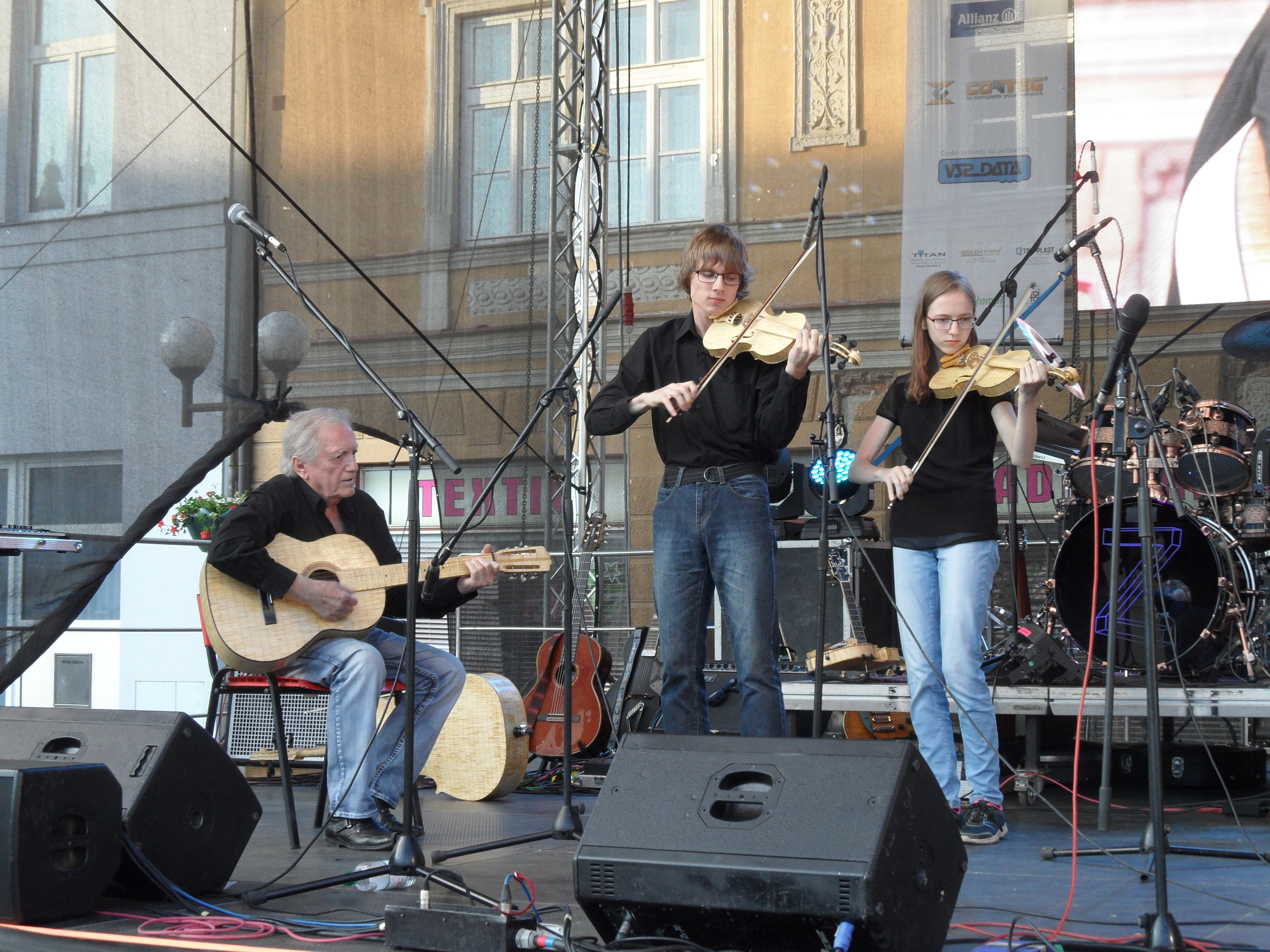
Největší sbírka hudebních nástrojů ze zápalek

Festival zahájil Tomáš Klus, který spolu s pelhřimovskými žáky a studenty vytvořil první rekord tohoto ročníku festivalu. Stovky žáků současně psali diktát, text písně Do nebe, jejímž autorem je právě Tomáš Klus.

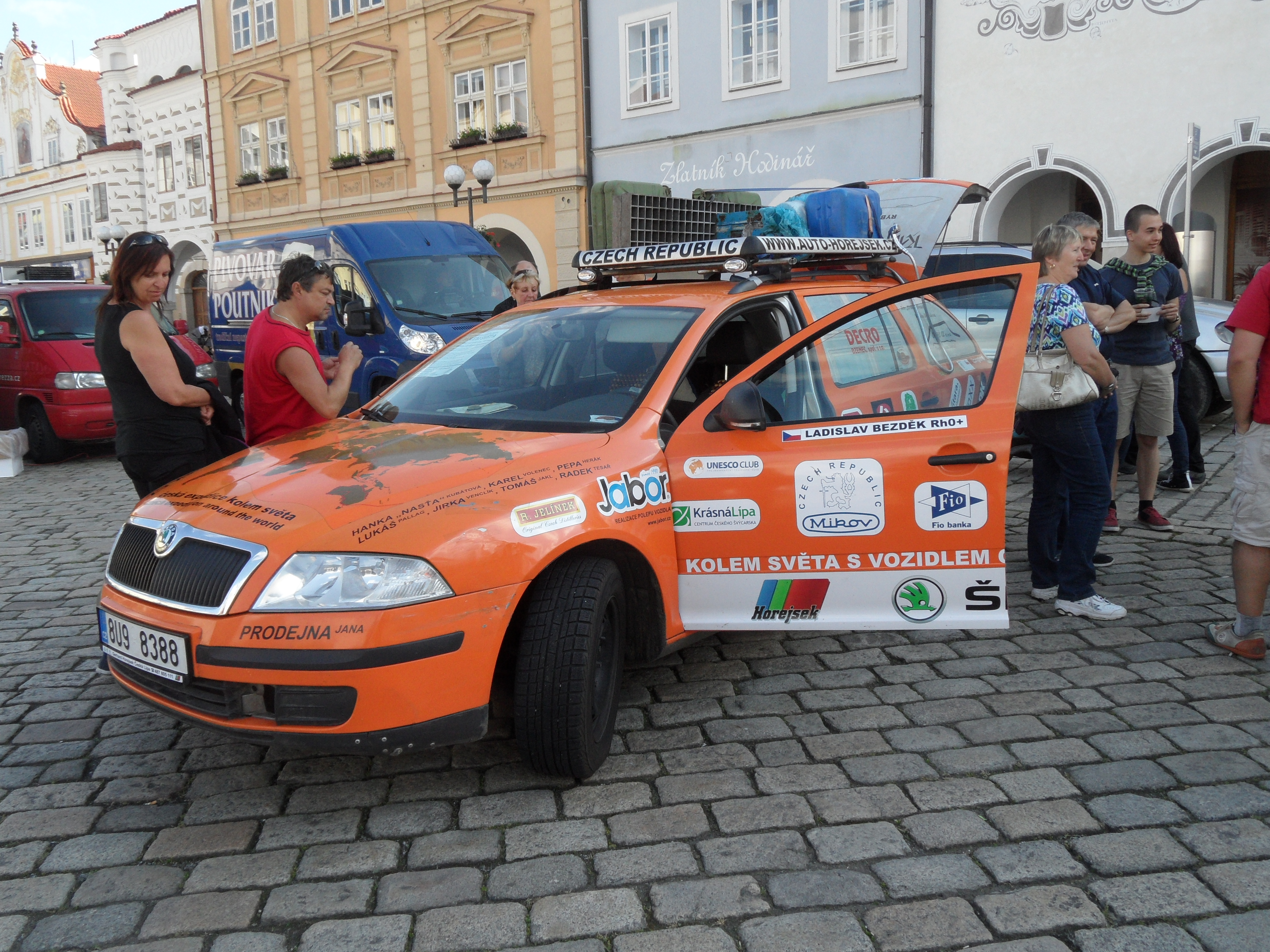
Nejdelší cesta kolem světa osobním automobilem (127 843 km)

Do výsledkové listiny bylo zapsáno 48 jednotlivých rekordů a kuriózních výkonů, např. největší kolekce funkčních hudebních nástrojů slepených ze sirek, největší krejčovské nůžky v ČR (110 cm), nejrychlejší běh na štaflích (50 m za 2:30 min.), nejdelší bradka (156 cm), muž se ženou v nejmenším průhledném boxu. Rovněž série 60 rekordů ve volnostylových fotbalově-artistických dovednostech Jana Skorkovského (který rekordy na festivalu vytvářel každoročně od roku 1991 až do roku 2011). Uděleno bylo 13 výročních rekordmanských cen.
Na ploše Masarykova náměstí měli svou expozici např. Laborky.cz: tým studentů a učitelů z gymnázia Slaný, který připravuje pokusy do pořadu Zázraky přírody České televize, je držitelem několika českých rekordů a řady dalších ocenění. Cestovatelé Kateřina Dvořáková a Ladislav Bezděk vystavovali svůj osobní automobil, s kterým podnikli nejdelší cestu kolem světa (127 843 km). Opět zde vystavoval tým klub Vlna Inka z Martina, který později na pódiu obdržel certifikát Rekordman roku za největší pletenou deka (7,8 x 10,6 m).

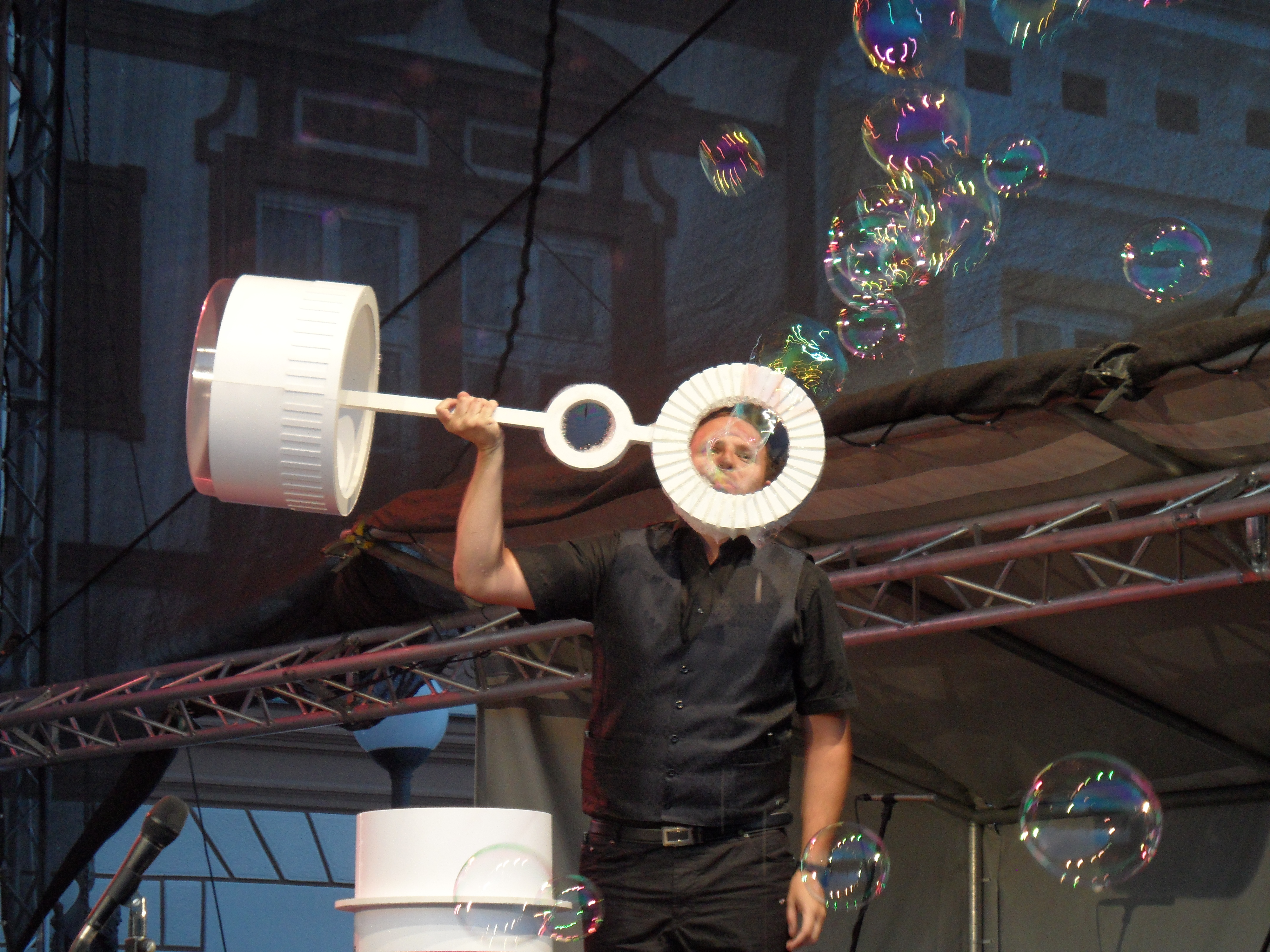
Největší bublifuk (140,5 cm)

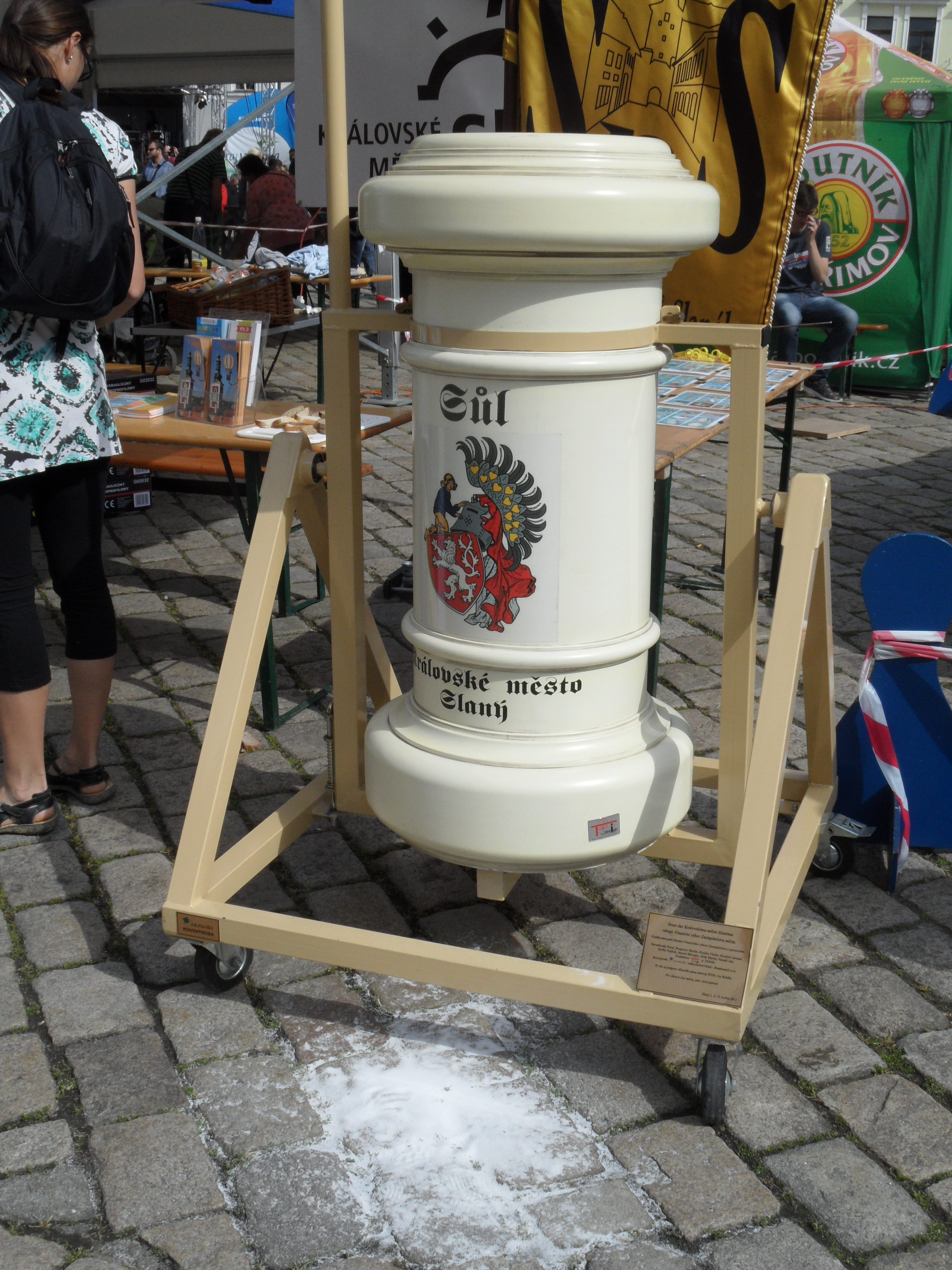
Největší funkční slánka (200 kg)

Do expozic Muzea rekordů a kuriozit během festivalu opět přibylo několik nových a pozoruhodných exponátů: např. největší bublifuk na světě (140,5 cm, 30 litrů mýdlového roztoku), který byl prezentován též při pódiovém vystoupení Matěje Kodeše, nejmenší socha Praděda vyřezaná motorovou pilou (68 cm): dřevosochař Jiří Halouzek (v roce 2016 na náměstí vystavoval naopak největší dřevěné sochy vyřezané pilou). Město Slaný na Masarykově náměstí vystavovalo největší funkční slánku v České republice (200 kilogramů, výška 122 centimetrů, pojme 40 kilogramů soli). Vznikla jako doplněk největší sbírky slánek v ČR, která je vystavena ve Slaném.
Na sobotním galavečeru Rekordman roku byly promítány také obrázky největšího modelu kola, které je vysoké téměř 14 metrů a dlouhé 27,7 metru, průměr kol činí 10 metrů, odhadovaná hmotnost je kolem 3 tun. Obří model kola se nachází v Lounech, v ulici 5. května u sídla společnosti Seko Aerospace (byl postaven u příležitosti oslav 25. výročí založení společnosti).  Na galavačeru 10. června 2017 za něj zakladatel společnosti obdržel certifikát „Rekordman roku“.

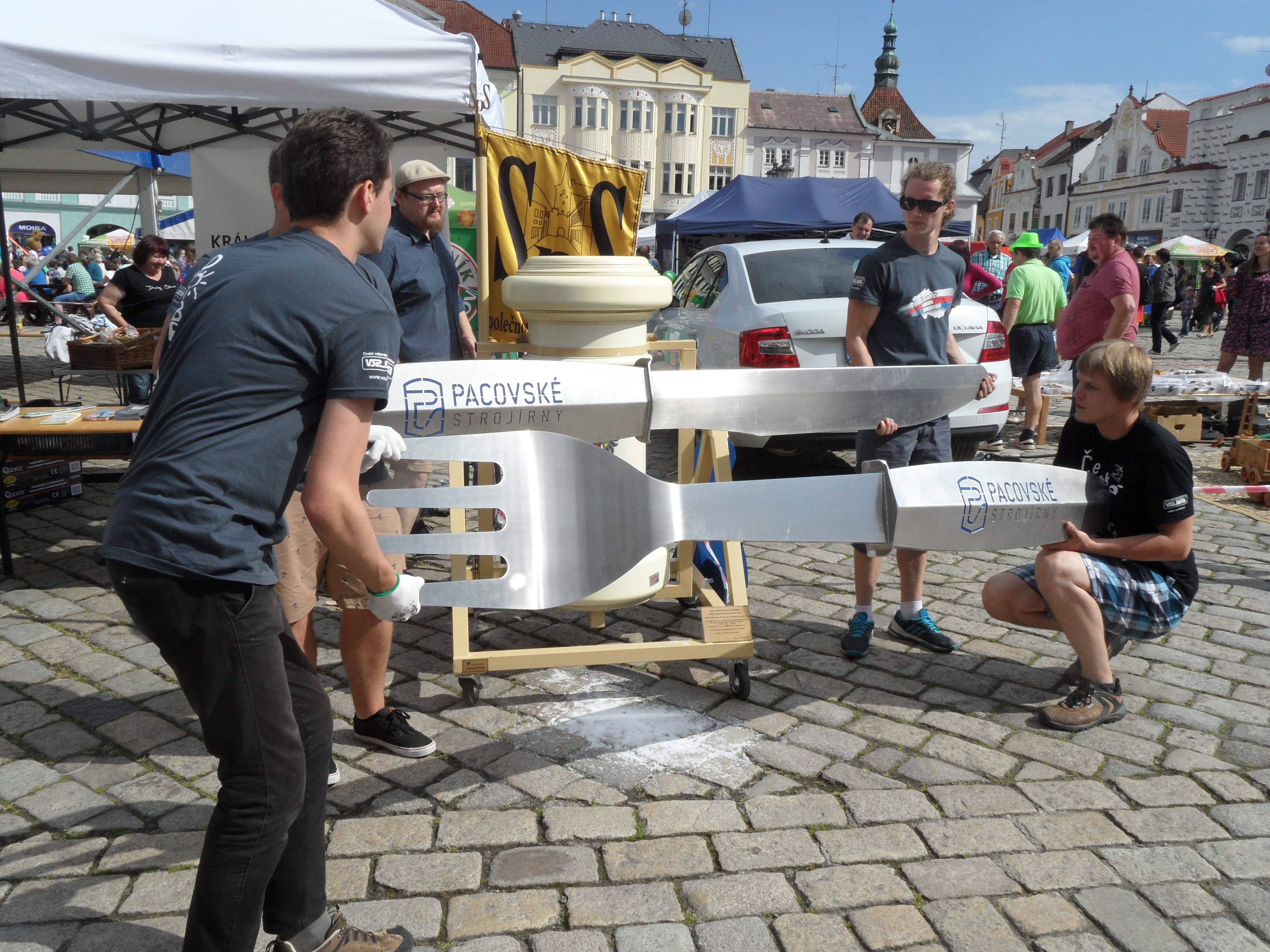
Největší příbor

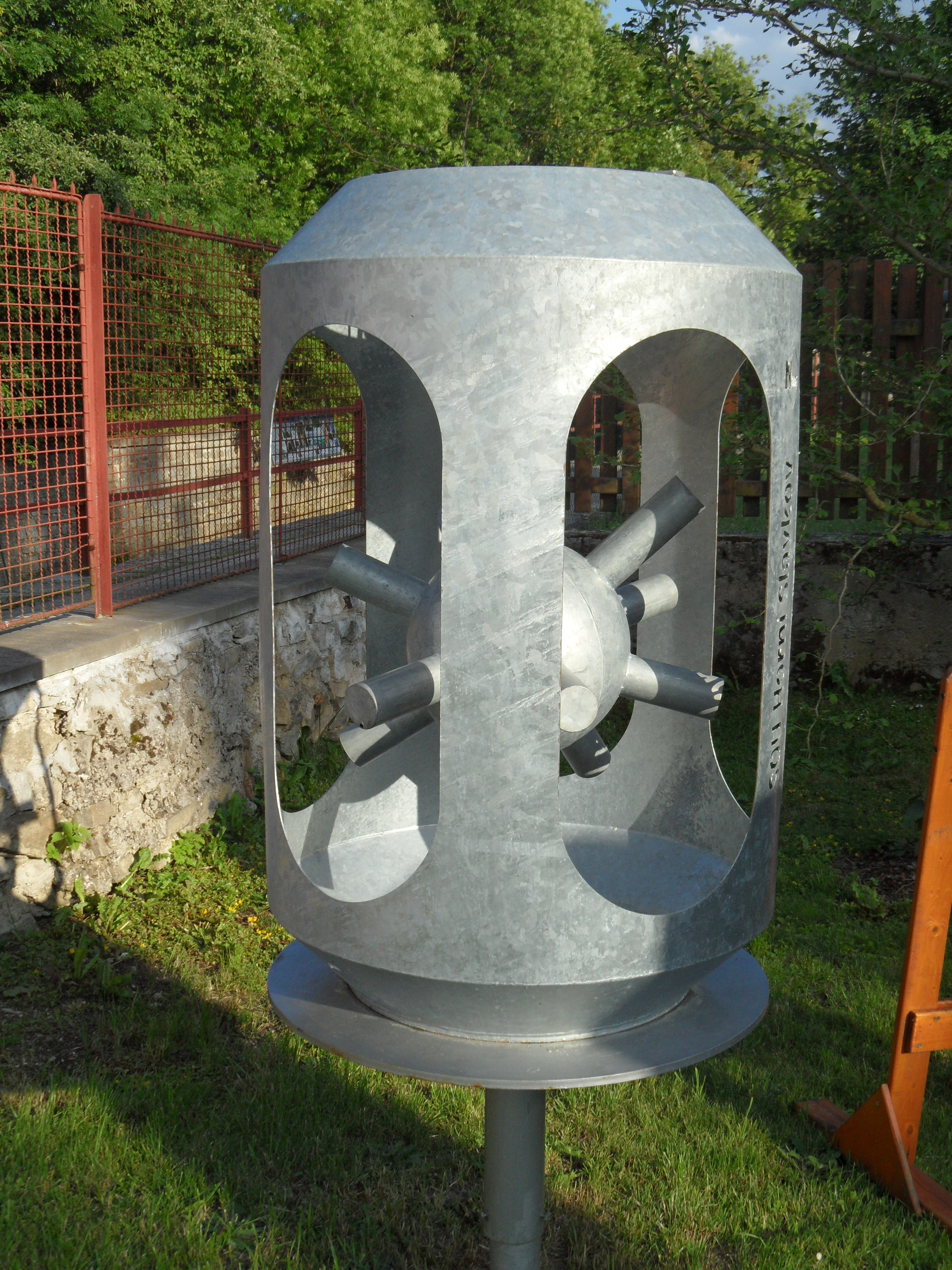
Největší ježek v kleci

Již před zahájením festivalu přibyly mezi obří exponáty v zahradě Domu dobrých dnů (expozice Zlaté české ručičky) další novinky: největší příbor a největší ježek v kleci. Příborový nůž měří 260 centimetrů, vidlička má 249 centimetrů. Celý příbor váží kolem 60 kilogramů. Na řezání potravinového nerezového plechu různé tloušťky byl použit největší laserový přístroj svého druhu v Evropě. Obří příbor tak doplnil starší exponáty obří kuchyně, které zahrnují největší polévkový hrnec, čajovou konvici a nerezový trychtýř. Během 27. ročníku festivalu byl příbor prezentován přímo na Masarykově náměstí.
Největší ježek v kleci je patnáctinásobná zvětšenina standardního hlavolamu: klec je vysoká 110 centimetrů a má průměr 73 centimetrů, samotný ježek má průměr 30 centimetrů. V zahradě muzea je kromě toho další informační panel věnovaný památce Jaroslava Foglara a jako poděkování za jeho příběhy byl na zahradu vysazen jinan dvoulaločný (ginkgo biloba), který je důležitý v symbolice některých Vontů.

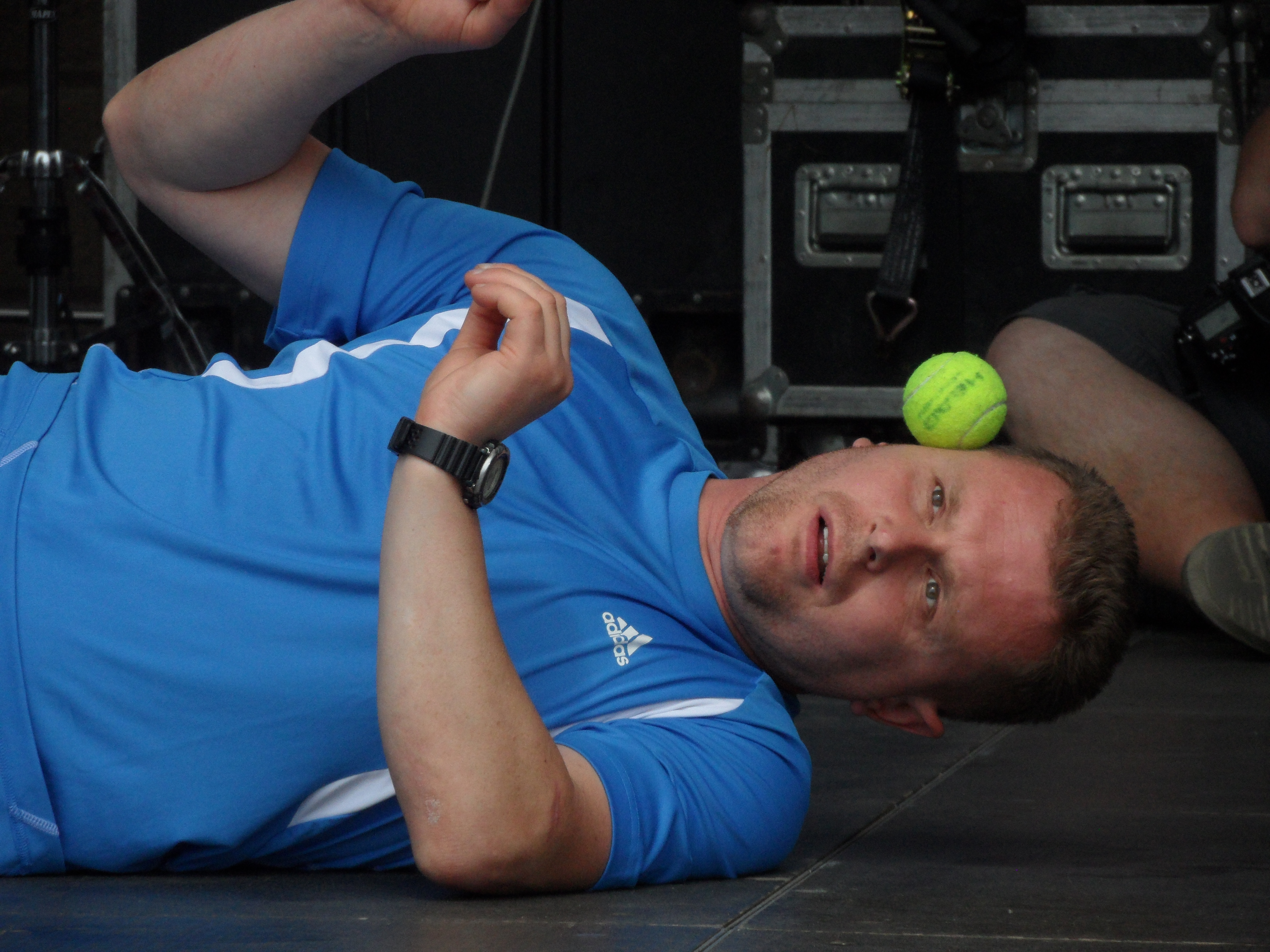
Akrobacie s míči různých velikostí
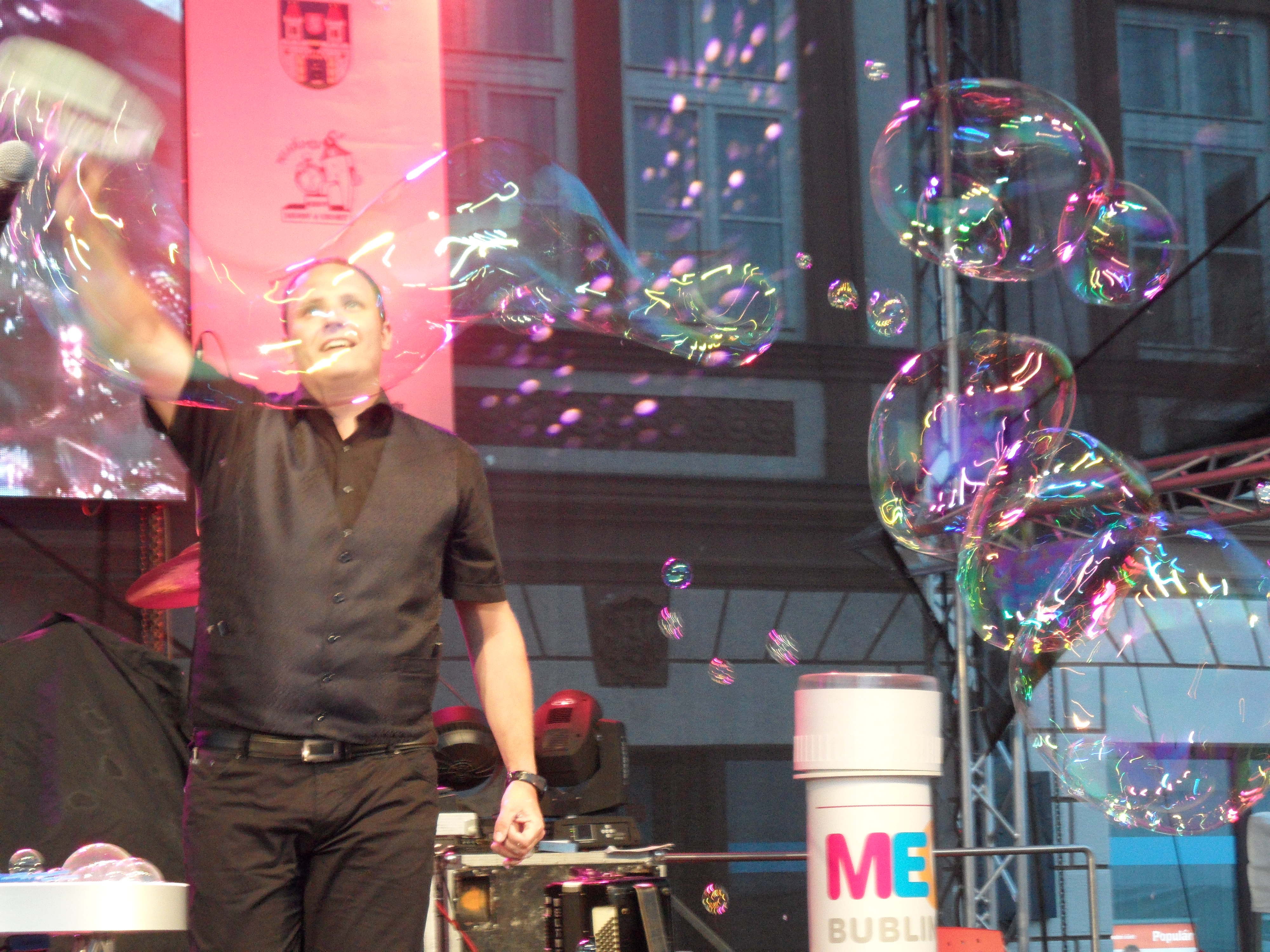
Mistr mýdlových bublin a světový rekordman Matěj Kodeš
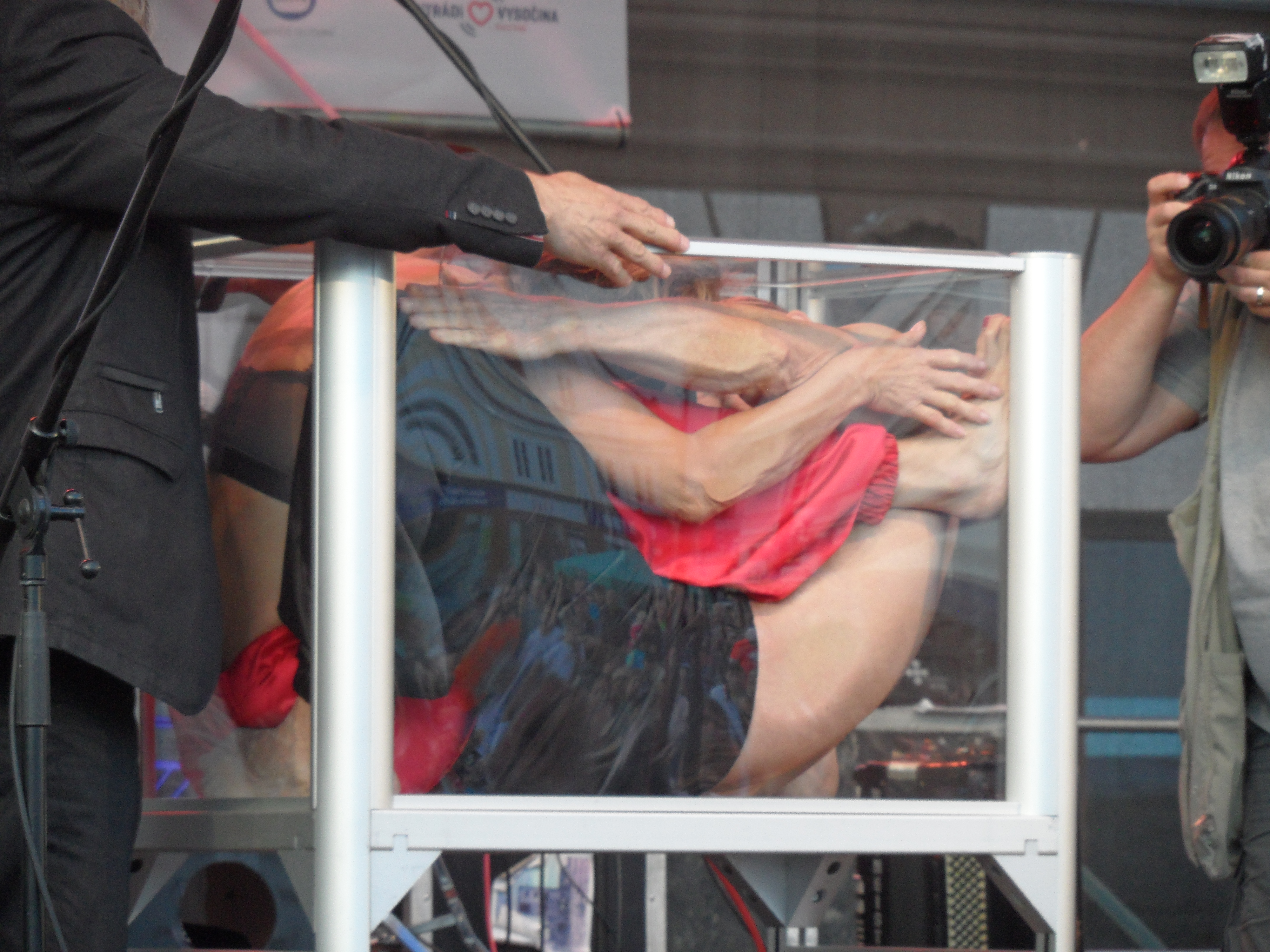
Dvě osoby v nejmenším akváriu
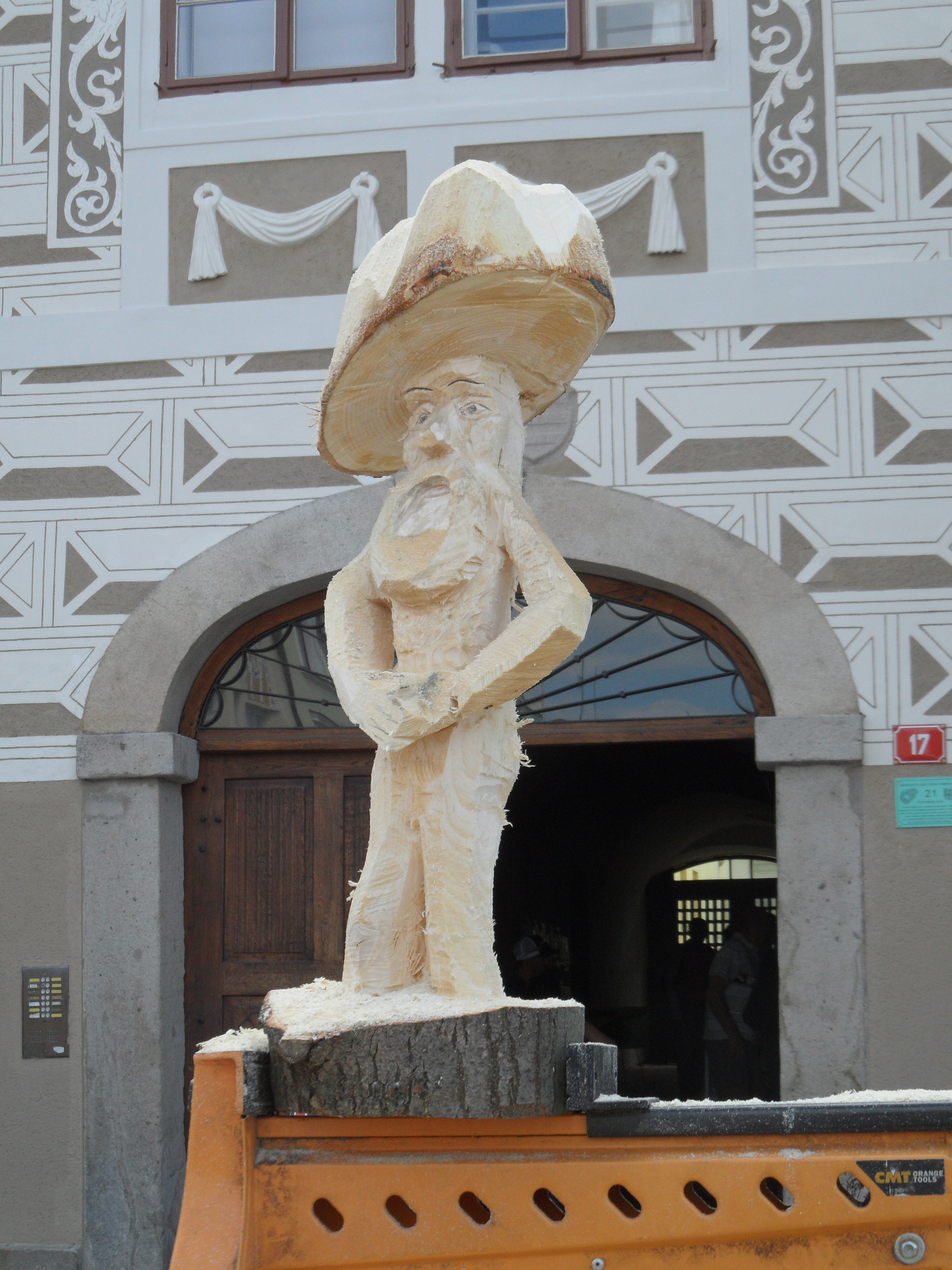
Nejmenší socha (68 cm) vyřezaná motorovou pilou

### Rekordmanská síň slávy
V rámci jednotlivých ročníků festivalu byli do Rekordmanské síně slávy uvedeni např. Karel Loprais (nejvíce vítězství v Rallye Dakar v kategorii kamiónů), rychlobruslařka Martina Sáblíková (nejvíce vítězství na dlouhých tratích, trojnásobná olympijská vítězka), bratři Pospíšilové (dvacetinásobní mistři světa v kolové), Karel Gott (nejvíce cen popularity v historii: v anketě Zlatý slavík vyhrál celkem čtyřicetkrát, v anketě TýTý jednatřicetkrát), manželé Dana Zátopková (olympijská vítězka v hodu oštěpem) a Emil Zátopek (čtyřnásobný olympijský vítěz a jediný atlet v historii, který na jedněch olympijských hrách vyhrál všechny vytrvalecké tratě), legendární cestovatelská dvojice Hanzelka a Zikmund, běžkyně na lyžích Kateřina Neumannová: ocenění uděleno již v květnu na besedě se žáky v Pelhřimově, protože v době konání festivalu v zahraničí (první česká žena na zimních i letních olympijských hrách, šest olympiád, šest olympijských medailí, nejvíc vítězství ve světovém poháru, sedmkrát vítězka ankety Král bílé stopy),
Jiří Ježek (nejúspěšnější cyklista paralympijské historie: 6 zlatých medailí) nebo třeba Divadlo Spejbla a Hurvínka či Čtyřlístek (nejdéle nepřetržitě vycházející český komiks).

## Pořadatel festivalu
Pořadatelem festivalu je Agentura Dobrý den. Její počátky lze vystopovat až do roku 1986, kdy pozdější zakladatelé agentury založili při domě dětí a mládeže klub středoškoláků. Začátkem roku 1989 vznikl název Dobrý den, protože zakladatelé si přáli, aby všechny dny, které prožijete s nimi, byly dobré. Na podzim 1989 se klub osamostatnil. V září 1990 pak vznikl v Pelhřimově první světový rekord. Celkem dvanáct členů klubu Dobrý den zdolali dvanáct kilometrů z Křemešníku do Pelhřimova kotrmelcovým pohybem. Cesta trvala osm a čtvrt hodiny a šlo o spojený řetězec lidí, kteří provedl 10 684 kotrmelců. Na základě toho klub dostal pozvánku na festival rekordů v belgickém Pepinsteru v roce 1991 (malé město v provincii Lutych, francouzsky Liége). Ve stejném roce se pak konal v Pelhřimově i první festival Pelhřimov – město rekordů. V roce 1994 klub Dobrý den získal prostory pro Muzeum rekordů a kuriozit, které bylo otevřeno 30. června 1994. Od roku 1995 udržují Českou databanku rekordů. V roce 1997 se klub profesionalizoval, 27. března byla do obchodního rejstříku zapsána Agentura Dobrý den, s.r.o..
Ke konci roku 2014 natočila Česká televize v rámci volného cyklu Pološero přibližně půlhodinový dokument Rekordmani všedního dne z prostředí českých rekordů, rekordmanů, Muzea rekordů a kuriozit, expozice Zlaté české ručičky a festivalu Pelhřimov – město rekordů. V premiéře byl vysílán 10. prosince 2015 na ČT2, dostupný je v archívu iVysílání.